# Gerald Strafner
Gerald „Gerry“ Strafner (* 3. Juni 1973 in Voitsberg) ist ein ehemaliger österreichischer Fußballspieler und nunmehriger Trainer.

## Karriere
Der Steirer begann als Nachwuchsspieler beim ASK Voitsberg (ab September 1982). Von dort wechselte er 1996 zum Grazer AK, wo er sich schnell einfügte und in Europacupspielen erstmals österreichweit auf sich aufmerksam machte. Nach der Verpflichtung von Trainer Klaus Augenthaler 1997 und zahlreichen Neuverpflichtungen, verlor er jedoch seinen Stammplatz bei den "Roten Teufeln" und wechselte vor der Frühjahrssaison 1998 zur SV Ried. Auch dort konnte er als Stürmer in den Europacupspielen und in der Meisterschaft aufzeigen und 1998 den ÖFB-Cup gewinnen. Seine Tore im Europacup brachten ihm den Spitznamen "Euro Gerry" ein.
Nach der Saison 1998/99 wechselte Gerald Strafner zum SK Sturm Graz. Bei den Schwarz-Weißen wurde der ehemalige Stürmer zum Abwehrspieler umfunktioniert. Während seiner Zeit beim SK Sturm Graz spielte Gerry Strafner drei Mal für die Österreichische Fußballnationalmannschaft. Sein Debüt gab er am 27. Oktober 2001 beim 1:1-Remis im WM-Qualifikationsspiel gegen Israel in Tel Aviv. 2004/05 ging er zum FC Kärnten, der soeben in die zweitklassige Erste Liga abgestiegen war, wo er als Kapitän bis 2007 spielte. 2007–2009 stand er beim FC Gratkorn, ebenfalls in der zweithöchsten Liga, unter Vertrag. 2009 kehrte er zu seinem ersten Verein ASK Voitsberg, der in der Regionalliga Mitte vertreten war, zurück. Seit Sommer 2012 spielt Gerald Strafner beim ASK Köflach (damals in der steirischen Unterliga West), wo er ab 2013 auch Trainer wurde. Nach zwei zweiten Plätzen (2012/13 und 2013/14) gewann Strafner, nun als Trainer, im Spieljahr 2014/15 den Titel und damit Aufstieg in der Oberliga, wo der Klub 2015/16 in der Gruppe Mitte spielt (Quellen: Netzwerk des Österreichischen Fußballbundes).

## Erfolge
- 1× Österreichischer Cupsieger: 1998 (SV Ried)
- 3 Länderspiele für die österreichische Fußballnationalmannschaft